# Cantone di Quevedo
Il cantone di Quevedo è un cantone dell'Ecuador che si trova nella provincia di Los Ríos.
Il capoluogo del cantone è Quevedo.